# المرصد الفلكي الوطني (كولومبيا)
المرصد الفلكي الوطني في كولومبيا (OAN) هو أول مرصد فلكي يتم بناؤه في القارة الأمريكية.
تم الانتهاء من تشييد المبنى في 20 أغسطس عام 1803 في مدينة بوغوتا، وقد أُعلِن أثرًا وطنيًا في كولومبيا بموجب المرسوم رقم 1584 بتاريخ 11 أغسطس 1975.
حاليًا، يقع ضمن أراضي قصر ناريينيو، وهو تابع لكلية العلوم في الجامعة الوطنية في كولومبيا، التي تقدم برامج ماجستير ودكتوراه في علم الفلك في الحرم الجامعي بمدينة بوغوتا.
جاء إنشاء المرصد الفلكي الوطني بمبادرة من العالم الطبيعي خوسيه سيليستينو موتيس، ليكون أول مرصد فلكي يُبنى في القارة الأمريكية.
بدأ تشييد المبنى (الواقع عند تقاطع الطريق الثامن مع الشارع الثامن في بوغوتا) في حديقة البعثة النباتية بتاريخ 24 مايو 1802، تحت إشراف المهندس المعماري الكبوشي دومينغو دي بيتريس.
وقد اكتملت الأعمال في 20 أغسطس 1803.
قام موتيس بتعيين فرانسيسكو خوسيه دي كالداس، وهو محامٍ وتاجر أقمشة وعالم عصامي، مسؤولًا عن المرصد، حيث بدأ بإجراء مشاهدات فلكية ومناخية ابتداءً من ديسمبر 1805.
سمح كالداس للشباب الكريول المتآمرين ضد الحكم الإسباني، مثل أنطونيو ناريينيو، كاميليو توريس، خوسيه أسيفيدو إي غوميث، وأنتونيو بارايا، بعقد اجتماعاتهم في قاعات المرصد.
وقد أجبرت الاضطرابات السياسية التي وقعت بعد 20 يوليو 1810 كالداس على إهمال أعماله العلمية.
وبعد تعيينه مهندسًا عسكريًا برتبة نقيب، كرّس نفسه لإعداد الخرائط، ثم لصناعة الأسلحة لصالح الجيش.
وفي ديسمبر 1814، اقتحم الجنرال سيمون بوليفار مدينة سانتافي دي بوغوتا، حيث قامت قواته بنهب المرصد، بل واحتجزت بنديكتو دومينغيز، الذي كان قد عيّنه كالداس مسؤولًا عن رعاية المرصد.
بعد الاستقلال: 
بعد إعدام كالداس بأمر من الجنرال بابلو موريو سنة 1816، توقفت الأنشطة العلمية في المرصد تمامًا. واستمر هذا الإهمال حتى عام 1823، مع وصول ما يُعرف بـبعثة بوسنغو إلى البلاد، والتي تألفت من خمسة علماء شباب أجانب كانوا قد أجروا مسبقًا بعض الدراسات الجيولوجية في فنزويلا.
وقد جاءت هذه البعثة بمبادرة من الجنرال سيمون بوليفار، الذي كان مهتمًا بالحصول على دعم أجنبي لتشجيع تطوير الهندسة والعلوم الطبيعية في الجمهورية الناشئة.
قام الكيميائي الشاب جان-بابتيست بوسنغو بإجراء مشاهدات مناخية، وتم ضمه إلى هيئة أركان جيش الجنوب.
ولكن، للأسف، أدّت لامبالاة الطبقة السياسية إلى تفكك البعثة بعد سنوات قليلة، وفي عام 1827 تولّى المسؤولية بنيتو أوسوريو، الأديب والطبيب، الذي أجرى خلال عام واحد مشاهدات مناخية.
وفي ثلاثينيات القرن التاسع عشر، تولّى إدارة المرصد على التوالي:
بنديكتو دومينغيز، الذي نشر عدة تقاويم فلكية،
خواكين أكوستا، الذي أجرى قياسات مناخية،
فرانسيسكو خافيير ماتيس.
في عام 1848، أصبح المرصد جزءًا من الكلية العسكرية، وهي مؤسسة أُنشئت قبل ذلك بعام على يد توماس سيبريانو دي موسكيرا لتدريب المهندسين المدنيين والعسكريين. وقد استُخدم المرصد آنذاك كقاعة دراسية لدروس الهندسة.
وفي عام 1854، وقع الانقلاب العسكري بقيادة ميلو، مما أدى إلى توقف أنشطة الكلية العسكرية. فظلّ المرصد مهجورًا، ولم يكن سوى برج فارغ. وقامت الحكومة بتأجير المبنى لأغراض خاصة، بل وصل الأمر إلى حد إنشاء محل لبيع المثلجات فيه.
وفي عام 1859، استُؤنفت أنشطة المرصد كمرصد فلكي، وعُيِّن المهندس العسكري خوسيه كورنيليو بوردا مديرًا له.
وفي فبراير 1862، استولى عليه جيش ليوناردو كانال ليستخدمه كحصن لفريق من القناصة الذين خاضوا اشتباكًا ضد كنيسة سان أوغستين.
وفي عام 1866، تم تعيين المهندس والفلكي إنداليسيو لييفانو رييس مديرًا للمرصد.
وقد أجرى لييفانو رصدًا لظواهر اختفاء النجوم والكواكب خلف القمر، كما حسب الروزنامات الفلكية (اليفيميريدات)، وأجرى مشاهدات مناخية.
في 26 مايو 1867، تحول المرصد فجأة إلى سجن-حصن، حيث تم احتجاز الرئيس المخلوع حديثًا توماس سيبريانو دي موسكيرا حتى 22 نوفمبر، حين نُفي إلى بيرو.
في العام نفسه، قام سانتوس أكوستا بتأسيس الجامعة الوطنية الكولومبية، وفي فبراير من العام التالي، عيَّن الدكتور مانويل أنسيثار، بصفته رئيسًا للجامعة، خوسيه ماريا غونثاليث بينيتو مديرًا للمؤسسة.
وقد قام غونثاليث بينيتو بتدريس مواد الأرصاد الجوية، الفلك، علم الأحافير، والجيولوجيا، وتميَّز برصده لظاهرة الشهب.
وفي عام 1882، صدر العدد الأول من حوليات المرصد الفلكي الوطني في بوغوتا، وهو منشور مخصص لنشر أبحاث المرصد، إلا أنه لم يصدر منه سوى ستة أعداد فقط.
وفي 1891، تم تعيين خوليو غارابيتو أرmero مديرًا للمرصد، حيث أجرى دراسات نظرية عديدة ومشاهدات فلكية ومناخية.
ومن أبرز أعماله:
دراسات في حساب الاحتمالات
أبحاث في البصريات الرياضية
دراسات حول حركة القمر
وقد عُرف بمعارضته لنظرية النسبية ولرياضيات لوباتشيفسكي (الهندسة اللاإقليدية).
وعلى الرغم من قِدم المعدات وقلة الموارد، شهد المرصد تحت قيادته نشاطًا علميًا وبحثيًا مهمًا أسفر عن نتائج مثيرة للاهتمام.
ومع ذلك، فقد تأثرت أنشطة المرصد بـ الحروب الأهلية التي اندلعت في أواخر القرن التاسع عشر وأوائل القرن العشرين، ما أدى إلى شلل في بعض كليات الجامعة الوطنية.
القرن العشرون: 
في 1902، قام غارابيتو وعدد من المثقفين بإعادة تنظيم كلية الهندسة، واستخدموا المرصد الفلكي كمقرٍّ وصفٍّ للتدريس.
ولكن بعد وفاة غارابيتو عام 1920، دخل المرصد في مرحلة من الجمود الكامل.
قرر حينها رئيس الجمهورية ماركو فيدل سواريث تسليم المرصد إلى علماء أجانب، الأمر الذي واجه معارضة من الجمعية الكولومبية للمهندسين.
وانتهى الأمر بأن تدهورت حالة المبنى، وتعرضت الكتب والأجهزة القليلة المتبقية للتلف أو الضياع.
ورغم أن الحكومة عيّنت في عام 1921 سيمون ساراسولا —وهو خبير أرصاد جوية من مرصد سانتياغو دي كوبا— مديرًا للمرصد، إلا أن نشاطه اقتصر فقط على الأرصاد الجوية، حيث أسّس المرصد الوطني للأرصاد الجوية.
ومع وصول إنريكي أولايا إيريرا إلى الرئاسة، صدر المرسوم 1806 عام 1930 الذي أعاد تنظيم المرصد، وعيَّن خورخي ألفاريث ييراس، أحد تلاميذ غارابيتو، مديرًا له.
أسّس ألفاريث ييراس الأكاديمية الكولومبية للعلوم الدقيقة والفيزيائية والكيميائية والطبيعية، وأطلق مجلة علمية باسمها.
وقد نُشرت في أعدادها الأولى العديد من أعمال غارابيتو التي لم تكن قد نُشرت من قبل.
وفي عام 1936، وبموجب القانون رقم 65، تم ضم المرصد الفلكي إلى الجامعة الوطنية الكولومبية.
في الجامعة الوطنية: 
قدّم ألفاريث ييراس استقالته من منصبه عام 1949، وخلفه بليساريو رويس ويلتشيس، الذي تم في عهده بناء مرصد المدينة الجامعية عام 1952.
للمرصد الجديد تم شراء تلسكوب انكساري أبكروماتي بأربعة عناصر، بفتحة قطرها 20 سم وبُعد بؤري 3 أمتار، وكان قد استُخدم سابقًا في مرصد مارسيليا بفرنسا.
بعد رويس ويلتشيس، تولّى إدارة المرصد المهندس خورخي أرياس دي غريف، وبقي في المنصب حتى منتصف عام 1998.
بين 1974 و1980، كان المهندس إدواردو برييفا بوستيو مديرًا للمرصد.
وبعده تداول على إدارة القسم كلٌّ من الأساتذة:
بنيامين كالفو موزو
ماريو أرماندو إيغيرا غارثون
ويليام إي. سيبيدا
خوان مانويل تيخيرو
خوسيه غريغوريو بورتيّا
وحاليًا، يتولى الإدارة مرةً أخرى ماريو أرماندو إيغيرا غارثون.
في عام 1969، ومع إطلاق الخطة الخمسية لتطوير الجامعة، بدأ العمل على دراسة لإنشاء مرصد فلكي حديث كمحطة بعيدة، وكان من المفترض تمويل المشروع بقرض من بنك التنمية الأمريكي.
لكن اشتراط البنك إعطاء الأولوية للمشاريع ذات العائد السريع أدى إلى إلغاء المشروع.
ثم في عام 1979 ظهرت إمكانية استئناف المشروع عبر اتفاق تجاري مع جمهورية ألمانيا الديمقراطية (الشرقية)، ولكن في عهد الرئيس فيرخيليو باركو، ورغم أن المشروع كان في مرحلة متقدّمة، تم إلغاؤه.
الوضع الحالي: 
يُعدّ المرصد حاليًا قسمًا أكاديميًا تابعًا لـكلية العلوم في حرم بوغوتا بجامعة كولومبيا الوطنية، ويقوم بـ:
أبحاث علمية
التدريس الأكاديمي
أنشطة تثقيفية وخدمية للمجتمع
كما يُشرف على برامج الماجستير والدكتوراه في علم الفلك، وهي برامج الدراسات العليا الوحيدة في هذا المجال في كولومبيا.